# Denturista
Denturista je speciálně vyškolený zubní technik, který otiskuje, vyrábí a odevzdává výhradně snímatelné zubní náhrady (zubní protézy) bez, či se sníženou účastí a spoluprací zubního lékaře. Denturismus je proces výroby snímatelné zubní náhrady, při kterém zubní technik, jako odborně způsobilý, zdravotnický nelékařský pracovník, s příslušným specializačním vzděláním a s adekvátní dlouhodobou zkušeností v zubní laboratoři, pod případnou supervizí zubního lékaře (v závislosti na legislativních podmínkách jednotlivých států, umožňující výkon této profese), provází pacienta skrze všechny fáze výroby snímatelných náhrad.

## Význam pojmu
Výraz denturista se používá ve smyslu definice uvedené v úvodu. Jedná se tedy o profesi se širším rozsahem působnosti než zubní technik v ČR, který náhrady pouze zhotovuje na základě indikace zubního lékaře, zubního chirurga nebo ortodontisty.
Čeština nemá v současnosti (2022) český ekvivalent k tomuto výrazu a v textech o této profesi se používají původní anglické termíny.
Nejčastější popisná anglická označení denturisty jsou v českém překladu klinický zubní technik (clinical dental technologist) a zubní protetik (dental prosthetist).

## Činnost a přednost denturisty
Zubní technik, se specializací denturisty, kompletně plánuje a zajišťuje všechny fáze výroby snímatelné náhrady. Snímá tedy otisky, registruje mezičelistní vztahy, zajištuje výrobu a odevzdání zubní náhrady pacientovi.
Denturisté by tak měli poskytovat oproti zubním lékařům levnější službu.

## Denturisté ve světě
V současnosti (2022) poskytují denturisté své služby v některých státech USA, dále v Kanadě, Austrálii, Novém Zélandu, Velké Británii, Dánsku, Irsku, Nizozemsku.

### Studijní příprava
Nejčastější typ studia denturistů je tříleté bakalářské (USA, Kanada, Spojené království), v Austrálii může být i kratší.

## Denturisté v Česku
Pro zavedení profese denturista v ČR by byly zapotřebí legislativní změny zákona č. 96/2004 Sb. (Zákon o podmínkách získávání a uznávání způsobilosti k výkonu nelékařských zdravotnických povolání) a provést změny vyhlášek a upravit další zákony, definovat a zajistit odbornou přípravu. Legalizace profese denturista se proto v blízké době (stav 2019) neočekává.
Zavedení povolání denturisty v České republice by navýšilo kapacity systému poskytování stomatologické péče o 8 až 9 %, což by mělo pozitivní vliv na konzumenty i poskytovatele stomatologické péče.